# Alchemilla dzhavakhetica
Alchemilla dzhavakhetica är en rosväxtart som beskrevs av Sergei Vasilievich Juzepczuk. Alchemilla dzhavakhetica ingår i släktet daggkåpor, och familjen rosväxter. Inga underarter finns listade i Catalogue of Life.